# Lasionycta phaea
Lasionycta phaea är en fjärilsart som beskrevs av George Francis Hampson 1903. Lasionycta phaea ingår i släktet Lasionycta och familjen nattflyn. Inga underarter finns listade i Catalogue of Life.

## Bildgalleri

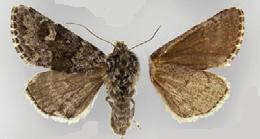